# عباس اعتماد فینی
عباس اعتماد فینی (۹ تیر ۱۳۱۵ – ۱۸ بهمن ۱۴۰۱) یک باستان‌شناس تجربی اهل ایران بود. او به واسطه حضور پدرش در گروه باستان‌شناسی فرانسه به سرپرستی رومن گیرشمن و همسرش تانیا گریشمن در سال ۱۳۲۷ به آن‌ها پیوست و در حفاری‌های شوش، چغازنبیل خوزستان و سیلک حضور داشته و تجربیات گرانبهایی در این زمینه کسب و به همین واسطه از بزرگ‌ترین مرمت‌گران اشیای باستانی کشور به‌شمار می‌رفت.

## زندگی
عباس اعتماد فینی در در روز نهم تیرماه سال ۱۳۱۵ در فین کاشان متولد شد. به‌واسطه پدرش، احمد اعتماد فینی از سال ۱۳۲۸ یعنی زمانی که ۱۳ سال داشت، به باستان‌شناسان فرانسوی به سرپرستی رومن گریشمن در شوش پیوست. او سال ۱۳۵۴ به دلیل اینکه همسرش از بودن در شوش خسته شده بود از شوش به کاشان بازگشت و به صورت موقت از کار باستان‌شناسی دور شد. اعتماد در آن زمان با «الیزابت کارتر» در شوش همکاری می‌کرد. وی در مجموع بیست و هشت سال با این تیم فرانسوی همکاری داشت، هجده سال با گریشمن و ده سال با ژان پرو. همکاری وی با گریشمن شامل شوش، ایوان کرخه، چغازنبیل، مسجد سلیمان، آپادانا، جزیره خارک و بیشاپور بوده‌است. همکاری اعتماد فینی با ژان پرو شامل کاوش در شوش بود. وی پس از یک وقفه نسبتاً طولانی در سال ۱۳۸۰ به دعوت صادق ملک شهمیرزادی در طرح بازنگری سیلک حاضر شد و به مدت ۵ سال به کاوش در تپه‌های سیلک پرداخت. عباس اعتماد فینی مرمت آثار باستانی را نزد تانیا گریشمن همسر رومن گریشمن آموخت.

## نکوداشت
به پاس قدردانی از زحمات بی شائبه عباس اعتماد فینی در عرصه فعالیت‌های باستان‌شناسی و حضور فعالانه در کنار باستان‌شناسانی بزرگ چون پروفسور رومن گیرشمن، ژان پرو و صادق ملک شهمیرزادی به مدت بیش از نیم قرن، مراسم نکوداشتی در تاریخ ۹ آبان ماه ۱۳۹۸ در محوطه باستانی سیلک برگزار گردید.